# Поливач, Олег Васильевич
Олег Васильевич Поливач (укр. Олег Васильович Поливач, род. 16 января 1975, Киев) — украинский бобслеист. Участник зимних Олимпийских игр 1998 и 2002 годов.

## Биография
Олег Поливач родился 16 января 1975 года в Киеве.
Выступал в соревнованиях по бобслею за «Асканию» из Киева.
В 1998 году вошёл в состав сборной Украины на зимних Олимпийских играх в Нагано. В соревнованиях двоек вместе с Юрием Панчуком занял 23-е место, показав по сумме четырёх заездов результат 3 минуты 41,82 секунды и уступив 4,58 секунды завоевавшим золото Гюнтеру Хуберу и Антонио Тарталье из Италии.
В 2002 году вошёл в состав сборной Украины на зимних Олимпийских играх в Солт-Лейк-Сити. В соревнованиях четвёрок вместе с Богданом Замостяником, Александром Иванишиным и Юрием Журавским занял 22-е место, показав результат 3.13,77 и уступив 6,26 секунды завоевавшему золото экипажу из Германии.
Был президентом Федерации бобслея и скелетона Украины.